# Terribilitá
Terribilità – włoska nazwa używana na określenie siły wyrazu w dziełach Michała Anioła. Termin ten używany był w XVI-XVI wieku w epoce manieryzmu dla wykazania wirtuozerii i siły wyobraźni w jego rzeźbach przedstawiającej spojrzenie pełne złości, strach lub przerażenie.
Styl Michała Anioła stosowany był przez wielu jego zwolenników, między innymi rzeźbiarzy Alonso Berruguete, Juan Anchieta, Juan de Juni.